# Koninkrijk Frankrijk
Het koninkrijk Frankrijk (Frans: Royaume de France) was een staat in West-Europa die ruim 800 jaar bestond en vanaf de 16e eeuw een grote mogendheid in Europa was. Het koninkrijk was kleiner dan het huidige Frankrijk, maar omvatte tot in de 16e eeuw ook Kroon-Vlaanderen, het westelijke en grootste deel van het  graafschap Vlaanderen.
Het koninkrijk Frankrijk ontstond in 987 als opvolger van West-Francië ofwel het West-Frankische Rijk (dat op zijn beurt uit het Frankische Rijk was voortgekomen). De hoogtijdagen van het koninkrijk waren tijdens de regeerperiode van koning Lodewijk XIV, de "zonnekoning", in de 17e en 18e eeuw. Tijdens deze periode ontwikkelde Frankrijk zich tot de machtigste staat van Europa. In 1791, tijdens de Franse Revolutie, werd de absolute monarchie afgeschaft en vervangen door een constitutionele monarchie, het "Koninkrijk van de Fransen", dat na een jaar alweer werd vervangen door de Eerste Franse Republiek.

## Capetingische periode (987-1328)

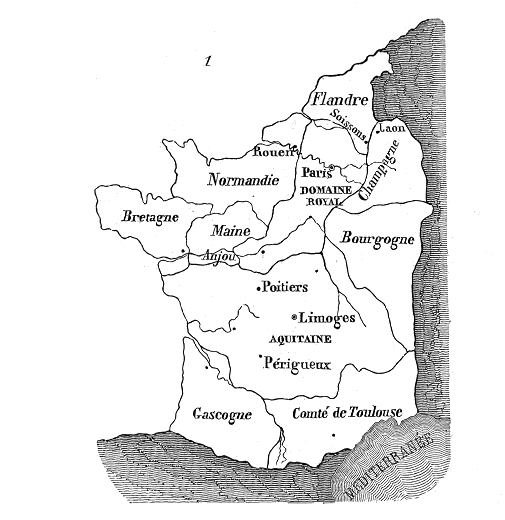
Frankrijk in de 10e eeuw

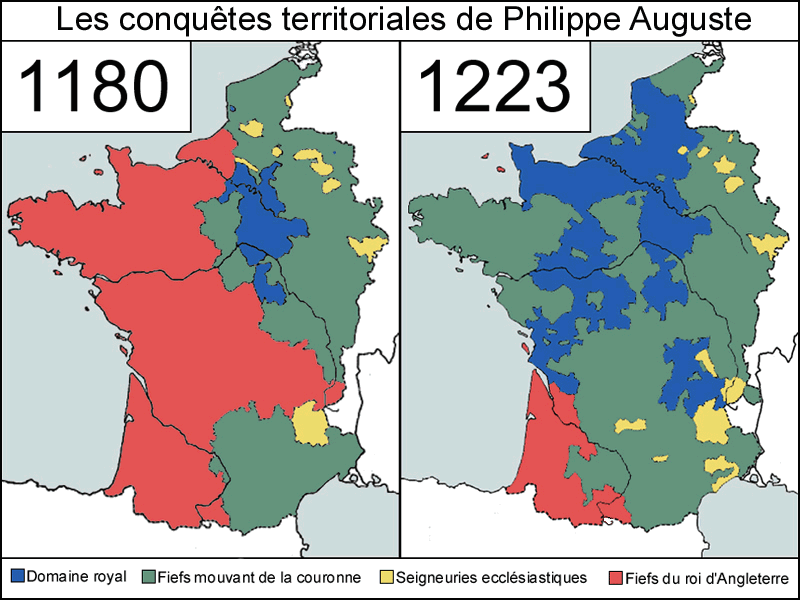
Veroveringen van Filips Augustus

West-Francië ontstond in 843, toen bij het verdrag van Verdun het Frankische Rijk in ongeveer gelijke delen verdeeld werd over de drie zonen van Lodewijk de Vrome; uit de grote rivaal Oost-Francië zou eerst het Heilige Roomse Rijk en uiteindelijk het huidige Duitsland voortkomen, het centrale zwakke broertje Midden-Francië – ofwel Lotharingen – zou uiteenvallen en grotendeels door de andere twee opgeslokt worden. 
In 987 stierf de koninklijke lijn van de Karolingen uit en werd de bloedlijn met de Frankische koningen voorgoed verbroken. Hugo Capet werd koning van West-Francië en vanaf dat moment werd deze staat Frankrijk genoemd. Capet was de stamvader van het Huis Capet, waarvan de telgen ook wel bekendstaan als de Capetingen. Het Huis Capet en de takken van het Huis Valois en Huis Bourbon zouden meer dan 800 jaar over Frankrijk heersen.
Het Capetingische rijk werkte met het leenstelsel: een edelman zwoer trouw aan de koning, en beloofde hem zijn diensten ('raad en daad'); hiervoor kreeg hij een beloning van zijn koning, meestal een stuk grond. De koning diende steeds oorlog te voeren om zijn vazallen nieuw gebied te vergeven en zodoende aan zich te binden. In de 10e eeuw bereikte hierdoor het koninklijk gezag een dieptepunt, omdat het rijk zich niet verder kon uitbreiden, terwijl door het uitblijven van een beloning voor hun diensten de graven en hertogen zich steeds minder aantrokken van hun vorst. Een zekere mate van regeringsloosheid volgde, die onder andere leidde tot het verdwijnen van de gouwen en de opkomst van de landsheerlijkheid.
Door verovering van Engeland door Willem de Veroveraar bij de slag bij Hastings in 1066 werd de hertog van Normandië koning van Engeland en later een slimme huwelijkspolitiek wist de Engelse koning van Franse origine onder het huis Plantagenet steeds meer Franse gewesten te verwerven; op het hoogtepunt (rond 1180) was heel West-Frankrijk in handen van de Engelse koning (het Angevijnse Rijk). Koning Filips II Augustus trok ten strijde tegen het Engelse westen (1199-1214) nadat koning Jan zonder Land, die feitelijk een leenman van de Franse koning was, weigerde hem leenhulde te betuigen. Filips Augustus won de Slag bij Bouvines (1214) en heroverde het merendeel van de Engelse bezittingen en graafschap Boulogne en versloeg het afvallige, tot dan toe machtige graafschap Vlaanderen. Tevens werd door deze slag keizer Otto IV van Heilige Roomse Rijk afgezet, maar Engelse Guyenne kon hij niet innemen. Filips verklaarde het Engelse leengoed vervallen en verviervoudigde daarmee het Franse kroondomein, het begin van het Franse bestuurlijke centralisme. De twee grote mogendheden, Frankrijk en Engeland, zouden nog lang wrijvingen kennen, maar pas de volgende eeuw, met het aantreden van het Huis Valois, zouden de spanningen opnieuw tot uitbarsting komen.
Filips II van Frankrijk voegde ook de graafschappen Vermandois, Amiens en Valois en de bruidsschat graafschap Artesië toe aan het kroondomein na het Verdrag van Boves in 1185 met de graaf van Vlaanderen, Filips van de Elzas.
Lodewijk IX van Frankrijk verwierf met de Albigenzische Kruistochten en het Verdrag van Meaux in 1229 de Languedoc van Raymond VII van Toulouse.
Filips IV van Frankrijk vocht tegen het naar onafhankelijk strevende graafschap Vlaanderen tijdens de Vlaamse Opstand (1297-1305) (Guldensporenslag 1302).
Lodewijk X van Frankrijk erfde in 1305 van zijn moeder Johanna I van Navarra het graafschap Champagne, voegde het toe aan het kroondomein, en het koninkrijk Navarra.

## Huis Valois (1328-1589)

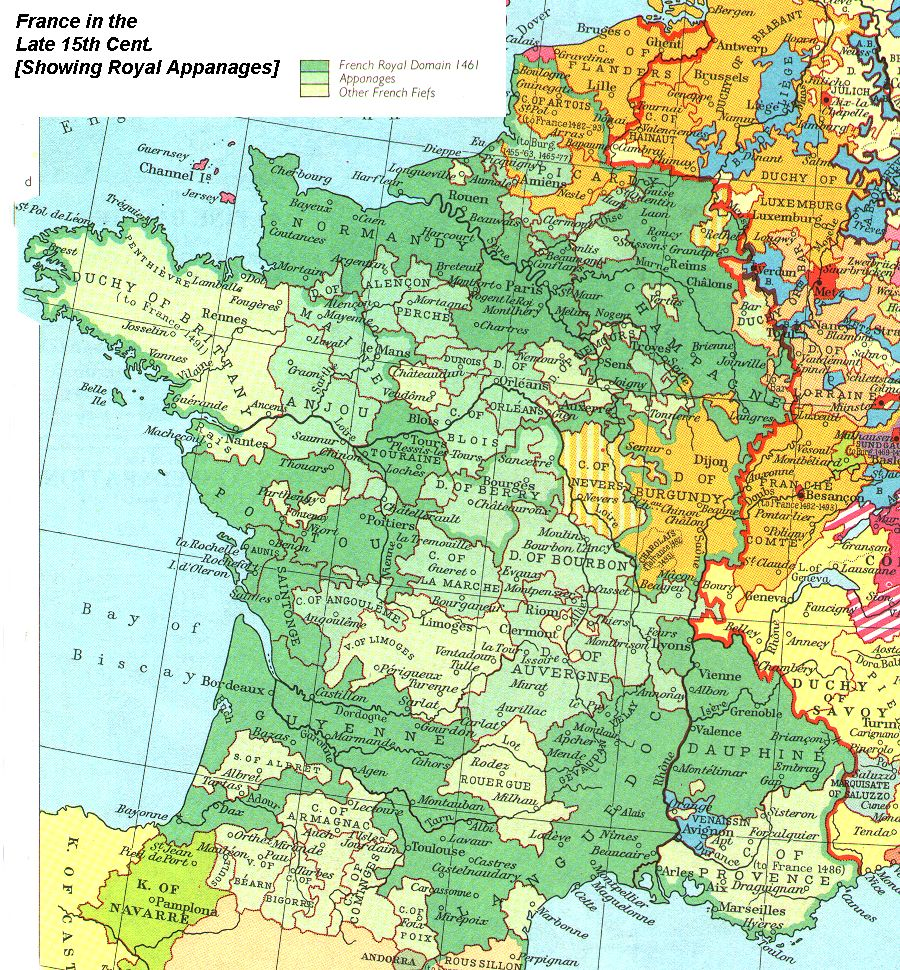
Frankrijk in de 15e eeuw

Het huis Valois regeerde over Frankrijk van 1328 tot 1589. Het huis Valois was verwant aan het huis Capet. De eerste koning uit het huis Valois, Filips VI van Frankrijk, was namelijk een neef van vorige koning Karel IV van Frankrijk uit het huis Capet. (De vader van Karel IV, Filips IV van Frankrijk was een broer van Karel van Valois, de vader van Filips VI). De koning van Engeland Eduard III van Engeland een kleinkind van Filips IV maakte ook aanspraak. 
Een belangrijke gebeurtenis in deze periode was de Honderdjarige Oorlog (1337-1453). In mei 1337 verklaarde Filips VI van Frankrijk oorlog voor het beschermen van Robert III van Artesië en verklaarde Guyenne verbeurd. Eduard vernieuwde zijn claim op de Franse troon. Het keerpunt in deze oorlog ten voordele van Franse koning Karel VII van Frankrijk kwam met Jeanne d'Arc. Tegelijkertijd was er een burgeroorlog tussen Armagnacs en Bourguignons begonnen door hertog van Bourgondië Jan zonder Vrees naar aanleiding van de krankzinnigheid van Karel VI van Frankrijk.
Later volgde de Italiaanse oorlogen tussen 1494 en 1559, die voornamelijk tegen het huis Habsburg werden uitgevochten, en de Hugenotenoorlogen (burgeroorlog)  tussen 1562 en 1598 onder Catharina de' Medici, die samenvielen met de Reformatie. Frankrijk was in de 15e en 16e eeuw (bijna) de enige mogendheid die het Habsburgse rijk, dat grote macht en omvangrijke gebieden bezat in Europa, weerstand kon bieden.
In 1589 werd het huis Valois opgevolgd door het huis Bourbon.

## Huis Bourbon (1589-1792)
Van 1589 tot 1792 werd Frankrijk geregeerd door leden van het Huis Bourbon. Het was een roerige periode, waarin vooral de opkomst van het protestantisme een belangrijke gebeurtenis was. Door het Edict van Nantes wist Frankrijk echter de interne religieuze vrede te bewaren. Frankrijk weet hierdoor via een slim buitenlands beleid op te klimmen van een groot land naar een echte grote mogendheid. Onder Lodewijk XIV wordt Frankrijk cultureel een leidende natie in Europa, en het absolutisme wordt geïntroduceerd. De vele oorlogen onder het bewind van Lodewijk XIV leiden tot kleine gebiedsuitbreidingen in onder andere de Spaanse Nederlanden, Franche-Comté en Alsace, en zelfs de droom van de rivier de Rijn als grens van het rijk. Frankrijk was de grootste militaire, culturele en economische Europese mogendheid geworden en zou dat tot in de vroege 19e eeuw blijven. De 17e eeuw wordt in de Franse geschiedschrijving dan ook wel aangeduid als 'le Grand Siècle'. Latere zwakkere koningen zullen echter grote interne problemen veroorzaken en in 1792 wordt met de onthoofding van Lodewijk XVI een eind gemaakt aan de eerste regeerperiode van het Huis van Bourbon.

### Hendrik IV van Frankrijk (1589-1610)
Na de dood van Hendrik III viel de troon toe aan de Bourbonse hugenoot, Hendrik van Navarra. Conflicten tussen hugenoten en conservatieve katholieken beheersen zijn vroege regering. Later luidt hij met het Edict van Nantes een vreedzame, voorspoedige regeerperiode in.
Als koning van Navarra, gelegen in de westelijke Pyreneeën, werd Hendrik al snel aanvoerder van de hugenoten, de Franse protestanten. In deze tijd vochten de protestanten een regelmatig oplaaiende oorlog tegen de katholieken om de hegemonie in Frankrijk, en om godsdienstvrijheid. In 1584 kreeg de strijd een belangrijke nieuwe wending. De hertog van Anjou, de broer van Hendrik III, stierf. Hendrik III had geen kinderen, en volgens de geldende Salische Wet kon het koningschap niet over de vrouwelijke lijn overgeërfd worden. Het Huis Valois stond daarom op uitsterven, en volgens de regels van erfopvolging was Hendrik van Navarra, als afstammeling van de 13e-eeuwse koning Lodewijk IX, nu de troonopvolger. De katholieken weigerden echter hem te erkennen op grond van zijn protestantse geloof. De hieropvolgende periode staat bekend als de "oorlog van de drie Hendriks", naar de drie belangrijkste spelers in deze periode: koning Hendrik III, Hendrik van Navarra als leider van de Hugenoten en Hendrik I van Guise als leider van de radicale katholieken.
In 1588, na een militaire overwinning op Hendrik van Navarra, trok De Guise naar Parijs. De koning werd gedwongen naar het Louvre te vluchten, en De Guise en zijn medestanders beheersten de hoofdstad en de regering. Op 23 december liet koning Hendrik III Hendrik de Guise vermoorden. Dit loste echter zijn conflict met de radicaal-katholieken niet op.

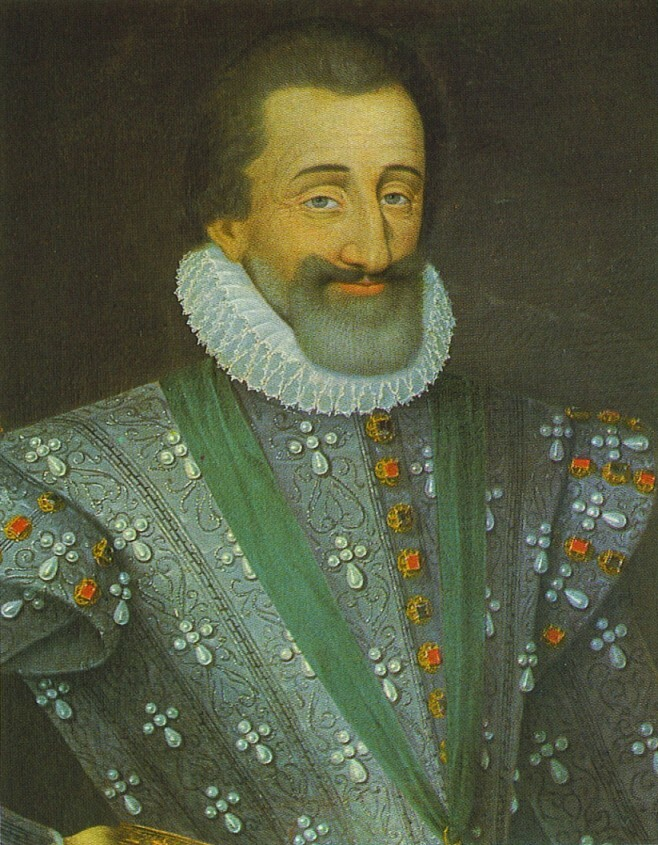
Koning Hendrik IV

Uiteindelijk werd de koning in 1589 gedwongen zijn heil bij Hendrik van Navarra te zoeken. Samen versloegen Hendrik III en Hendrik van Navarra de radicaal-katholieke legers. Op 1 augustus van dat jaar werd de koning bij een moordaanslag gedood. Hendrik van Navarra, die nu de beste rechten op de troon had, liet zich toen als Hendrik IV uitroepen tot koning van Frankrijk. Dit was reden voor de koning Filips II van Spanje zich in de strijd te mengen aan de zijde van de radicaal-katholieken. Hij ging zelfs zo ver zijn dochter Isabella van Spanje, die een Franse moeder had, als pretendent van de Franse troon naar voren te schuiven, maar dat wakkerde slechts de anti-Spaanse sentimenten aan. In 1598 sloten Frankrijk en Spanje vrede (Verdrag van Vervins). Hendrik werkte hard aan economisch en koninklijk herstel en het conservatief Katholiek verzet brokkelde af. Hendriks (tweede) bekering tot het katholicisme bracht hem de eindoverwinning. Op 27 februari werd hij gekroond in de kathedraal van Chartres als koning van Frankrijk. "Parijs is wel een mis waard" ("Paris vaut bien une messe") zou hij volgens de overlevering opgemerkt hebben.
Een van zijn bekendste daden was het Edict van Nantes op 13 april 1598. Hierin formuleerde hij een religieus compromis voor Frankrijk. Het katholicisme bleef staatsgodsdienst, maar de protestanten kregen vrijheid van religie en het recht in een groot aantal plaatsen openbaar kerkdiensten te houden. Alle ambten waren open voor aanhangers van beide geloven. Speciale rechters werden aangesteld om de protestantse belangen te behartigen en de protestanten kregen het recht op een aantal versterkte steden.
In 1610 steunde hij samen met de Staatsen onder Maurits van Oranje de protestantse gegadigden voor de Guliks-Kleefse opvolgingsstrijd, door een leger onder leiding van maarschalk De La Chátre te sturen, dat het beleg sloeg voor Gulik en de stad veroverde op de katholieke keizerlijke troepen onder Leopold X van Oostenrijk.

### Lodewijk XIII van Frankrijk (1610-1643)

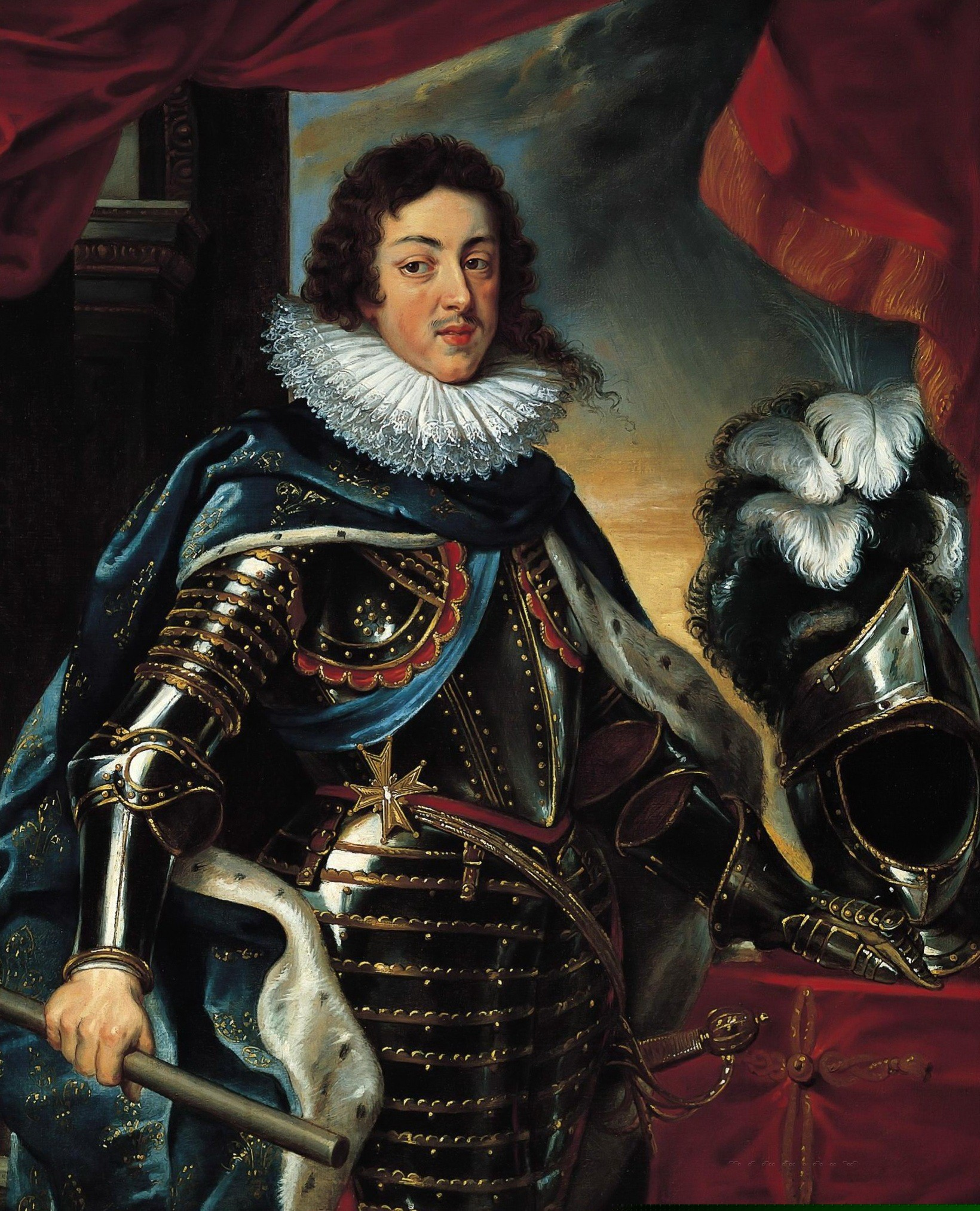
Koning Lodewijk XIII

Lodewijk XIII, bijgenaamd de Rechtvaardige (le Juste), koning van Frankrijk van 1610 tot aan zijn dood, uit het Huis Bourbon, was een zoon van koning Hendrik IV en Maria de' Medici.
Toen zijn vader in 1610 vermoord werd, was de kroonprins slechts acht jaar oud. Hij stond aanvankelijk onder het regentschap van zijn moeder (1610–1614) en liet daarna de regering over aan eerste ministers: Concino Concini, markies van Ancre (1614-1617), Charles de Luynes (1617-1621), kardinaal de Richelieu (1624-1642) en kardinaal Mazarin (1642-1643).
Van 1614 tot 1615 riep Maria in naam van Lodewijk de laatste maal vóór de Franse Revolutie de États-Généraux (Staten-Generaal) bijeen. In 1615 werd de koning meerderjarig verklaard en huwde met Anna van Oostenrijk, de dochter van de Habsburgse koning Filips III van Spanje.
Onder Lodewijk XIII werd het koninklijk gezag verder versterkt, al was dit vooral door toedoen van de machtige kardinaal de Richelieu, die als grondlegger van de absolute monarchie kan worden beschouwd. De godsdienstvrijheid werd in twee stappen, in 1629 en 1685 teruggedraaid. Het feit dat Frankrijk katholiek was heeft op de buitenlandse politiek minder invloed gehad dan op de Spaanse onder Filips II. Het 'raison d'état' (staatsbelang) vereiste volgens de als regeringsleider fungerende kardinaal (dus hoge geestelijke) Richelieu inmenging op Duits grondgebied in de Dertigjarige Oorlog (1618-1648), waarbij hij geen been zag in een bondgenootschap met de protestantse Zweden en Verenigde Provinciën ('Hollanders') tegen Frankrijks traditionele Habsburgse rivalen, het heilige Roomse Rijk (Duitsland en Oostenrijk) alsook Spanje, al waren die katholiek.

#### Kardinaal Richelieu (1585-1642)

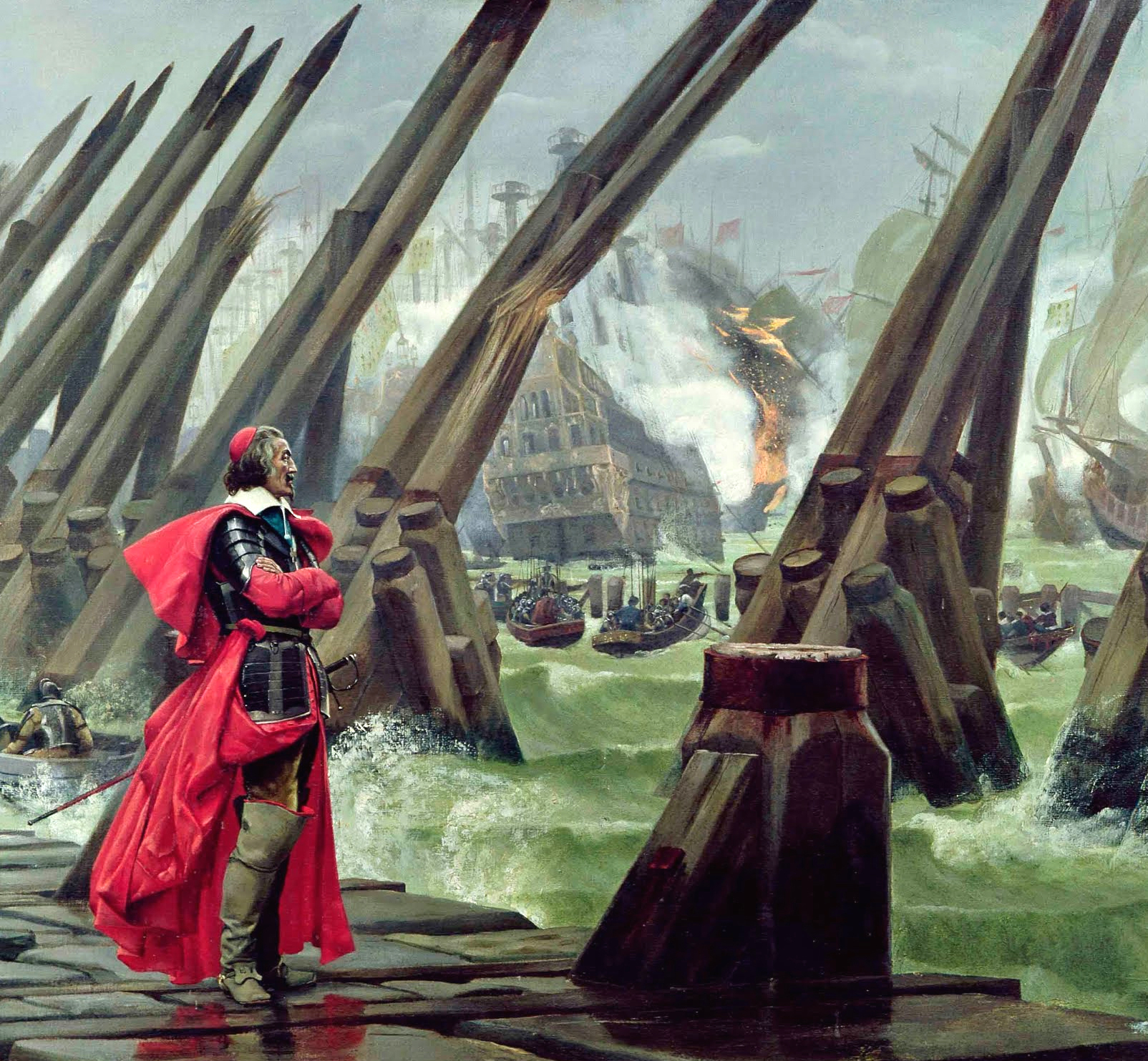
Kardinaal de Richelieu bij het beleg van La Rochelle, Henri Motte

Armand Jean du Plessis, hertog van Richelieu, algemeen bekend als Kardinaal de Richelieu, was een invloedrijk Frans staatsman. Na de dood van de hertog van Luynes in 1621 werd hij in 1624 op voorspraak van koningin Maria eerste minister. Van dit ogenblik af werd het zijn doel het koninklijke gezag geheel te bevrijden van alle beïnvloeding door familieleden en vazallen. Het was het begin van un grand règne sans un grand roi. Richelieu had de feitelijke macht overgenomen.
Richelieu toonde zich een ijverig en gewetensvol bestuurder. Op het vlak van de godsdienstige polemiek streefde hij, in de lijn van de jezuïeten, naar een vreedzame discussie met de protestantsgezinden, op grondslag van de Bijbel en de kerkvaders. Op het vlak van de buitenlandse betrekkingen wist hij de koning ervan te overtuigen weer aan te knopen met de anti-Habsburgse politiek van zijn vader Hendrik IV. Dit streven was zuiver rationeel bepaald door het staatsbelang; Frankrijk had al ruim een eeuw met een als bedreigend ervaren omsingeling door de Duitse en Spaanse Habsburgers te maken. Dat de Habsburgers op hun manier altijd het katholieke geloof hadden verdedigd, was niet doorslaggevend voor Richelieu. Hij sloot bondgenootschappen met Karel I van Engeland en met andere protestantse staten zoals de Republiek der Verenigde Nederlanden, Denemarken en Zweden. Ook in de binnenlandse verhoudingen ging hij pragmatisch te werk. Als hij de hugenoten bestreed, was dat alleen omdat dezen een staat in de staat dreigden te vormen, een gevaar dat hij wilde uitschakelen.
Tijdens Richelieus bewind kwamen de hugenoten in opstand. Richelieu leidde persoonlijk het beleg van La Rochelle (1627-1628) en er werden drastische beperkingen opgelegd aan de politieke voorrechten van de protestanten, zoals die hen bij het Edict van Nantes in 1598 waren toegekend.
De reeds sinds 1618 aan de gang zijnde Dertigjarige Oorlog, waarin de Habsburgers om behoud van hun macht vochten, verliep voor de Fransen niet naar wens. Na de Slag bij Nördlingen (1634), waarbij de Habsburgse Duitse keizer een overwinning boekte op de steeds in het geheim door de Fransen gesubsidieerde Zweden, sloten de Zweden een afzonderlijke vrede middels het Verdrag van Praag (1635). In 1635 brak er openlijke oorlog met Spanje uit; in 1636 ook met de Duitse keizer. Aanvankelijk hadden de Fransen wisselend succes. In 1642 werd Richelieu ernstig ziek en overleed.

### Lodewijk XIV van Frankrijk (1643-1715)

#### Territoriale expansie, absolute monarchie en culturele bloei

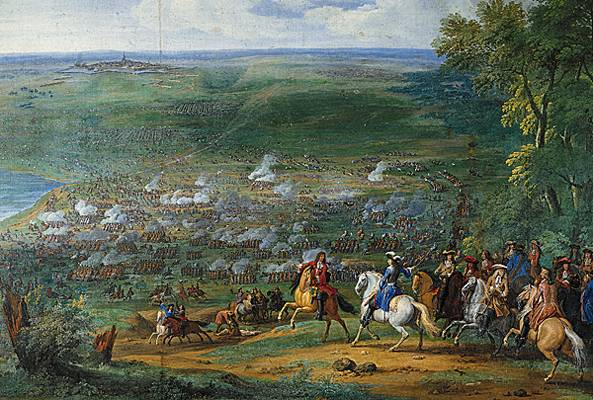
Slag bij Rocroi (1643)

Vanaf de Slag bij Rocroi (1643), waarbij de Fransen een verrassende overwinning boekten op de Spanjaarden, die ook bij de Dertigjarige Oorlog betrokken waren, kan gesproken worden van een Franse hegemonie. Het zou ruim zestig jaar duren voor Frankrijk een ernstige nederlaag leed in een veldslag. Bij de Vrede van Westfalen (1648) verwierf Frankrijk Elzas en Lotharingen, maar daar zou in de komende eeuwen nog veel over te doen zijn. De rol van godsdienst in internationale betrekkingen nam geleidelijk af. Spanje moest in datzelfde jaar de soevereiniteit van de Nederlandse Republiek erkennen en was in alle opzichten op zijn retour als grote mogendheid. Het Heilige Roomse Rijk had verschrikkelijk geleden tijdens de Dertigjarige oorlog en staatkundig was het verregaand versplinterd. Van dat laatste zou het pas in 1870 volledig herstellen. Er ontstond in Europa een systeem van nationale staten, waarvan Frankrijk lange tijd de machtigste zou blijven.

#### Lodewijk XIV neemt over
Lodewijk XIV (1638-1715), bijgenaamd de Zonnekoning of de Grote, was vanaf 1643 formeel koning van Frankrijk; in 1661 nam hij de macht over van zijn moeder die regentes was geweest. Tot zijn dood zette hij 54 jaar lang een sterk persoonlijk stempel op de Franse binnen- en buitenlandse politiek; de absolute monarchie bereikte in zijn regeerperiode haar hoogtepunt.

Koning Lodewijk XIV

Zijn moeder Anna van Oostenrijk regeerde als regentes voor Lodewijk van 1643 tot 1661. De echte macht lag echter bij eerste minister, Kardinaal Mazarin. Mazarin, sinds 1659 ook hertog van Nevers, zette de buitenlandse politiek van de Richelieu voort in de Dertigjarige Oorlog, die leidde tot de voor Frankrijk voordelige Vrede van Westfalen (1648). Zijn drukkende belastingen leidden echter tot een staatsgevaarlijke oppositie, en deze weer tot de burgeroorlog van la Fronde. Twee keer, van februari tot december 1651 en van augustus 1652 tot 3 februari 1653, moest Mazarin het land verlaten, maar vanuit het kasteel Brühl, bij Keulen, leidde hij nog de politiek van de Franse regering. Zo wist hij een scheuring tussen de Frondisten teweeg te brengen en na zijn terugkeer de orde te herstellen, daarbij steunend op de burgerij. Van dat ogenblik af was zijn macht onbeperkt. Hij verbond zich met de Engelse Oliver Cromwell in de Frans-Spaanse Oorlog, die eindigde met de Vrede van de Pyreneeën (1659) en het huwelijk van Lodewijk met de Habsburgse Maria Theresia van Spanje.
Na de dood van Mazarin ging Lodewijk XIV in 1661 zelf regeren, hij riep zichzelf uit tot koning bij de gratie van God, plaatsvervanger van God op aarde; dit is het zogenaamde droit divin. Onder de absolute vorst had het Franse parlement, de Staten-Generaal, in feite geen macht en ook de ministers stonden volledig onder zijn gezag. Vermoedelijk heeft de traumatische ervaring van la Fronde hierin een belangrijke rol gespeeld: Lodewijk wilde voorkomen dat anderen ooit zo veel macht zou kunnen krijgen dat zij de rust in het koninkrijk konden bedreigen. Aan Lodewijk XIV wordt wel de uitspraak L'état, c'est Moi ("De Staat, dat ben Ik") toegeschreven, maar dat is historisch niet juist. Historici denken dat het hoogstwaarschijnlijk een uitspraak is van politieke tegenstanders om de situatie van absolute heerschappij goed weer te geven.
Vanaf het begin van zijn regime volgde Lodewijk een actief buitenlands beleid. De ruzie tussen Frankrijk en de Habsburgers duurde nu al een eeuw. De Oostenrijkse afdeling van het Huis van Habsburg was tijdelijk uitgeschakeld bij de Vrede van Westfalen. Frankrijk was echter nog steeds aan drie zijden omcirkeld door Spanje.
Het eerste deel van zijn regeerperiode werd hij gezien als een heel goede koning, die Frankrijk vooruit hielp op allerlei vlakken. Toen uitbetaling van de bruidsschat achterwege bleef, eiste Lodewijk de Spaanse Nederlanden op als genoegdoening. Dit leidde tot zijn eerste grote oorlog, de Devolutieoorlog, die duurde van mei 1667 tot mei 1668, waarbij uiteindelijk maar een klein deel van de beoogde veroveringen gerealiseerd werd. Tijdens de Hollandse Oorlog, die voor de Republiek begon met het Rampjaar (1672), bereikte hij het hoogtepunt van zijn macht, mede dankzij zijn bekwame ministers Jean-Baptiste Colbert (financiën en handel) en de markies de Louvois (oorlog). Aan het eind deze oorlog in 1678 lijfde hij de Franche-Comté in en speelde hij voor scheidsrechter tussen andere Europese mogendheden bij de Vrede van Nijmegen in 1678. Rond 1681 veroverde hij door middel van de Herenigingskamers de Elzas en in 1683 en 1684 had hij succes met de veroveringen van een deel van de Spaanse Nederlanden. Lodewijk had zich ondertussen in heel Europa wel de status van de grote boeman verworven, waartegen steeds succesvollere coalities gesmeed zouden worden. Een hoofdrol hierin speelde Stadhouder Willem III, die aan de macht was gekomen in 1672, vooral wegens de Franse invasie het Rampjaar genoemd. De laatste 25 jaar van zijn regeringsperiode liepen de zaken daarom heel wat minder goed. De Negenjarige Oorlog (1688-1697) barstte los, 'alleen maar' omdat Lodewijk zich bemoeide met de opvolging van de bisschop van Keulen, die ook een keurvorst van het Heilige Roomse Rijk was. De Liga van Augsburg tegen Frankrijk kreeg hierdoor vaste vorm; deze bestond uit maar liefst zeven mogendheden, waarvan drie protestants en vier katholiek. Hieruit blijkt dat het beteugelen van de Franse hegemonie in Europa de hoogste prioriteit had gekregen. Er werden vooral in de Zuidelijke Nederlanden en in het Duitse Rijnland geweldige verwoestingen aangericht. De afloop, vastgelegd als de Vrede van Rijswijk, werd als een gelijkspel beschouwd, dat zowel volgens Frankrijk als zijn vijanden een vervolg eiste. Vooral in de Spaanse Successieoorlog (1701-1713) leed Frankrijk vanaf 1704 een aantal zware nederlagen in veldslagen, wat het sinds 1643 niet meer gewend was. Het Franse hoofddoel van die oorlog, het verenigen van de Spaanse en Franse kroon, werd niet bereikt. Alle oorlogvoerenden waren uitgeput. Frankrijks tegenstanders, die bij vereniging van Frankrijk en Spanje een geheel onbeheersbare hegemonie van Frankrijk voorzagen, waren daarmee enigszins tevreden. Het in 1707 verenigde koninkrijk Groot-Brittannië (Engeland plus Schotland) was nog het minst tevreden; het had zich tot belangrijkste rivaal (vooral over en ter zee) van Frankrijk ontwikkeld, mede door het voortschrijdende verval van Spanje en het beginnende verval van de Nederlandse Republiek.

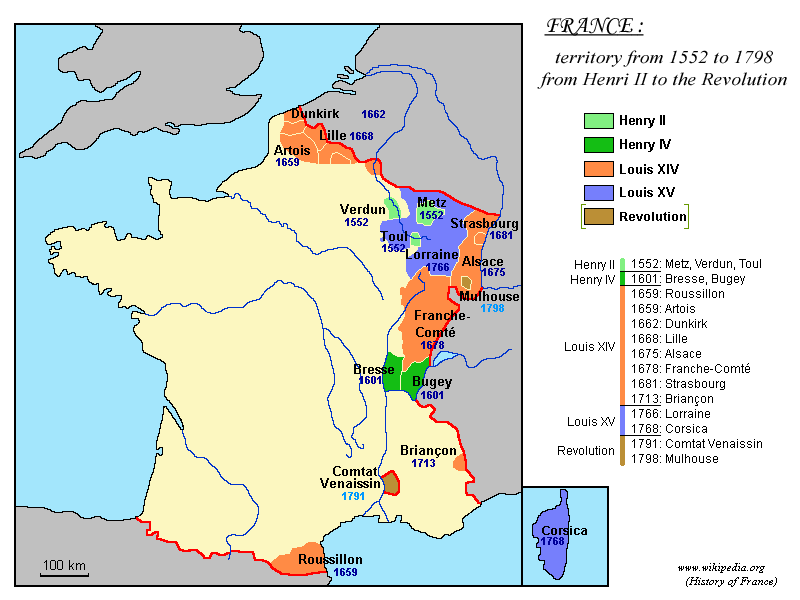
Uitbreiding Frankrijk, 1552 tot 1798

De luxe van het hof in Versailles stak schril af tegen de situatie van het volk, waardoor aan het eind van zijn bewind het gevoel overheerste dat Lodewijk te ver was gegaan in het gebruiken van land en volk voor zijn persoonlijke eerzucht. In 1693 en 1694 heerste er in Frankrijk hongersnood als gevolg van mislukte oogsten; Emmanuel Le Roy Ladurie schat het aantal doden op twee miljoen, maar volgens Marcel Lachiver stierven er toen in twee jaar tijd 2.836.800 Fransen, ongeveer evenveel als in de Eerste Wereldoorlog, maar dan in twee in plaats van vier jaar - terwijl de bevolking slechts half zo groot was. Daarvan stierven er 1.800.500 in een jaar tijd, van augustus 1693 tot juli 1694.
Overigens was Frankrijk nog niet zo uitgeput als Spanje aan het eind van het bewind van Filips II. Het had een grotere veerkracht en zou nog tot ver in de 19e eeuw een voortdurende bron van zorg voor andere Europese mogendheden blijven.
Lodewijks minister Colbert slaagde er door middel van zijn politiek van het mercantilisme in de economische slagkracht van Frankrijk aanzienlijk te verbeteren ten opzichte van de twee belangrijkste concurrenten, Groot-Brittannië en de Nederlanden, destijds een machtige handelsnatie. Desalniettemin leidden de dure hofhouding (zie onder) en de vele oorlogen tot grote financiële problemen, zeker na Colberts dood in 1683.
Een belangrijk besluit van Lodewijk XIV was het herroepen van het Edict van Nantes in 1685, waardoor veel Hugenoten vluchtten, onder andere naar Nederland en Pruisen.
Lodewijk XIV werd opgevolgd door zijn achterkleinzoon Lodewijk XV, voor wie eerst grootoom Filips II van Orléans als regent optrad. Zijn eigen zoon en kleinzoon waren ondertussen namelijk al gestorven tijdens zijn bijzonder lange regeerperiode.
Zijn laatste woorden zijn legendarisch; hij antwoordde de treurende hovelingen rondom hem:
Dacht U dat ik onsterfelijk ben?

### Lodewijk XV van Frankrijk (1715-1774)

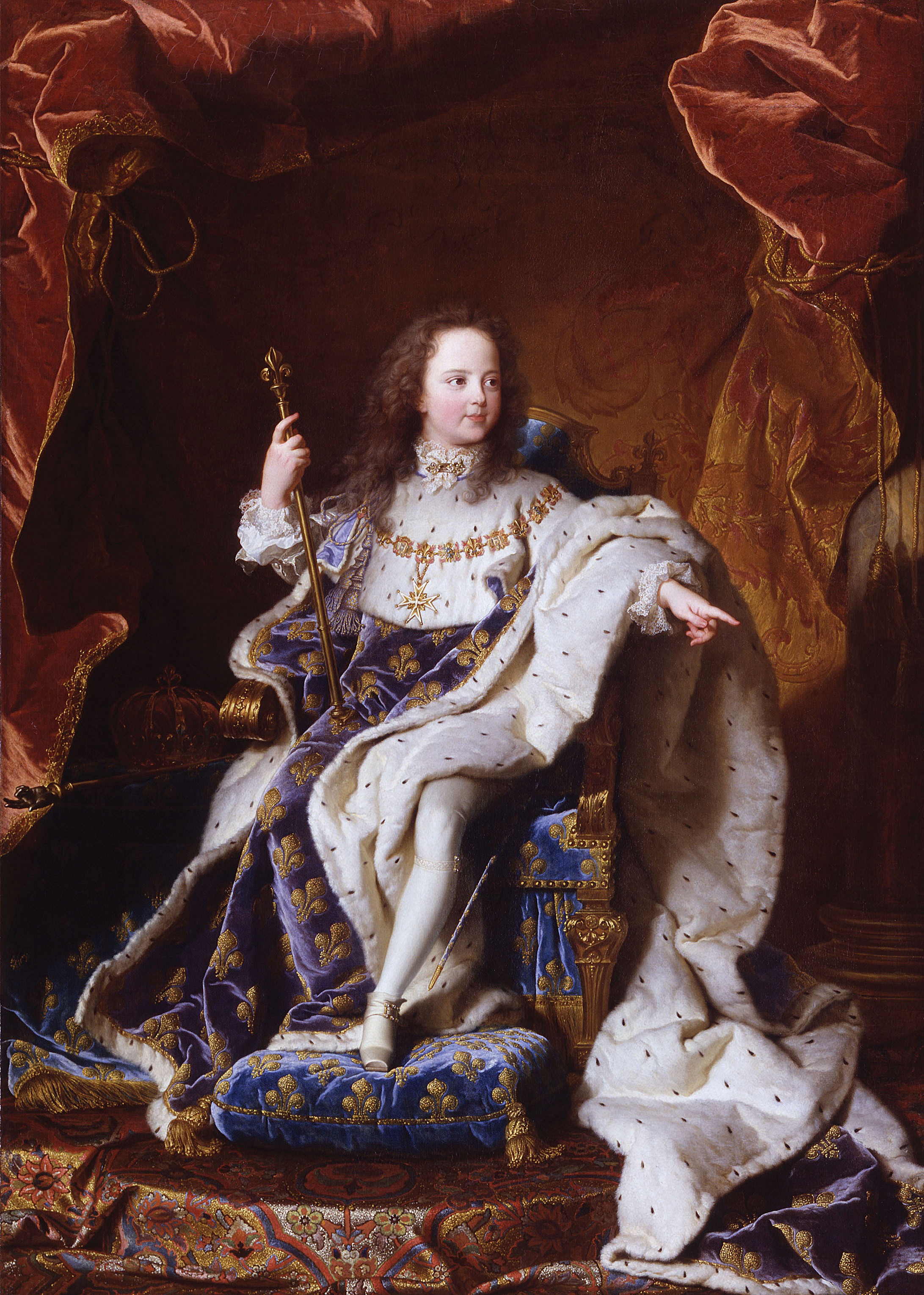
Lodewijk XV in kroningsgewaad in 1715 door Hyacinthe Rigaud

Vlag van het Koninkrijk Frankrijk, ontworpen eind 19e eeuw

Koning Lodewijk XIV had Frankrijk achtergelaten met ernstige financiële problemen. Uiteindelijk slaagde Lodewijk XV er niet in deze problemen te overwinnen, vooral door zijn onbekwaamheid en besluiteloosheid. In Versailles toonden de koning en de adel die hem omringden, tekenen van verveling, kijkend naar een monarchie die steeds impopulairder werd. En het ergste was dat koning Lodewijk ervan op de hoogte was dat de monarchie bedreigd werd, en zelfs zijn familie deed niets om de koning te doen inzien dat op deze manier regeren niet door kon gaan. Een populaire legende van Lodewijk is dat hij ooit gezegd zou hebben: Après moi, le déluge ("Na mij, de overstroming"). Hedendaagse historici beweren echter dat deze uitspraak van Madame de Pompadour komt, en het is zelfs niet zeker of zij het wel heeft gezegd.
In het begin stond Lodewijk XV bekend als Le Bien-aimé (de welbeminde), na een bijna dodelijke ziekte te hebben gehad in Metz in 1744 hebben veel van zijn onderdanen (de Franse bevolking) gebeden voor zijn herstel. Zijn slappe en ondoeltreffende beleid droeg echter bij aan de algemene impopulariteit in aanloop van en tijdens de Franse Revolutie. Bovendien was de koning een beruchte vrouwenjager, hoewel dit van een koning werd verwacht; de losbandigheid van de vorst werd wel gezien als een soort statusbevestiging. Hoe dan ook, het vertrouwen van de monarchie werd geschokt door de schandalen van Lodewijk en zijn hovelingen, zodat hij aan het einde van zijn leven erg werd gehaat.

### Verlichting

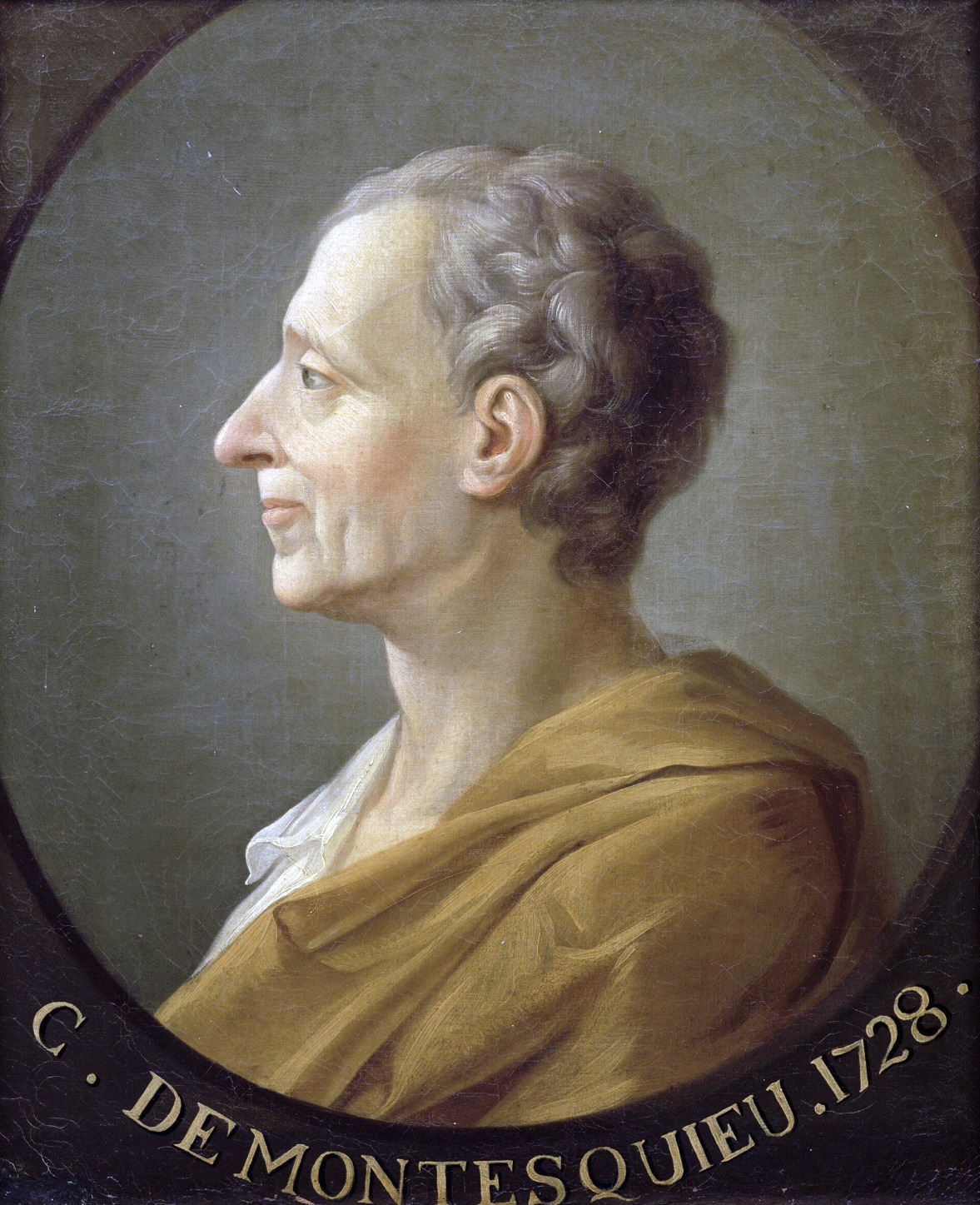
Charles de Montesquieu, portret uit 1728

In de loop van de 18e eeuw kwam in Frankrijk de Verlichting op, die eind 18e, begin 19e eeuw gepaard ging met een bloei van de Franse wis- en natuurkunde, maar ook met afnemende acceptatie van de absolute monarchie en de in wezen nog altijd middeleeuwse standenmaatschappij, met bijbehorende privileges voor adel en geestelijkheid. Spanje en het Ottomaanse Rijk waren in verval geraakt, de Nederlandse Republiek was sinds 1713 geen factor van betekenis meer en Duitsland en Italië waren nog ver verwijderd van staatkundige eenheid. Rusland begon zich pas rond 1700 te ontwikkelen tot een moderne Europese mogendheid en was voor West-Europa nog geen serieuze rivaal. Oostenrijk-Hongarije was een grote continentale mogendheid en Pruisen een opkomende Duitse mogendheid, maar die twee waren vooral elkaars rivalen, waarbij Frankrijk eerst bondgenoot was van Pruisen en daarna van Oostenrijk. Frankrijk was in de 18e eeuw dus nog altijd de sterkste continentale mogendheid, maar het sinds 1707 verenigde Britse koninkrijk streefde Frankrijk nu voorbij als maritieme en koloniale mogendheid.
In 1743 begon Frankrijk mee te doen aan de Oostenrijkse Successieoorlog. Later in zijn regeringsperiode werden Corsica en Lotharingen geannexeerd. Dit kwam een paar jaar na het verwoestende verlies van bijna alle Franse kolonies aan aartsvijand Groot-Brittannië tijdens de Zevenjarige Oorlog. Het Verdrag van Parijs in 1763 was een van de vernederendste episodes van de Franse monarchie. Frankrijk droeg Canada en alle gebieden ten oosten van de Mississippi over aan Groot-Brittannië, terwijl Spanje alle gebieden ten westen van de Mississippi ontving. Het koloniale Franse Rijk in de Nieuwe Wereld was dus bijna helemaal weg, het koninkrijk controleerde nog wel gebieden in West-Indië, Frans-Guyana en de kleine eilanden van Saint-Pierre en Miquelon dicht bij de oostkust van Canada. De door de Britten veroverde delen van Frans-Indië werden weliswaar teruggegeven, maar de Fransen staakten hun pogingen hun invloed daar uit te breiden. De Franse controle over Amerika en India was op een dramatische manier geëindigd, zowel voor Frankrijk als voor de monarchie.

Koloniaal rijk: De kaart geeft in groen het eerste Franse-koloniale rijk aan.

### Lodewijk XVI van Frankrijk (1774-1792) en de Franse Revolutie
Lodewijk XVI was de kleinzoon van Lodewijk XV. Onder zijn voorgangers Lodewijk XIV en XV was de staatsschuld snel opgelopen en de bevolking sterk gegroeid. Lodewijk XVI was een vriendelijke, aarzelende en niet al te intelligente man, maar toch ook ambitieus, in die zin dat hij het welzijn van zijn volk wilde bevorderen. In tegenstelling tot bijvoorbeeld Lodewijk XIV, de verpersoonlijking van het absolutisme, zag hij wel in dat rigoureuze hervormingen noodzakelijk waren, zoals in de decennia daarvoor al door tallozen was bepleit, onder meer door de grote denkers van de Verlichting. Niet alleen moest de economie er weer bovenop geholpen worden, ook de vrijheid en rechtsgelijkheid van de gewone burgers moesten worden bevorderd.
Geen van de ministers van financiën bereikte veel, vooral als gevolg van tegenwerking door de adel, ook door de koningin zelf, die in tegenstelling tot haar echtgenoot gehaat werd door het volk. Na onlusten in de zomer van 1789 brak de Franse Revolutie uit en volgden grote politieke veranderingen, die Lodewijk veel te ver gingen. Veel edelen hadden hierna Frankrijk verlaten en in de winter van 1790-91 vatte Lodewijk hetzelfde plan op. Hij wilde vanuit het buitenland met een betrouwbaar leger naar Parijs marcheren, waarin hij gesteund werd door de Oostenrijkse keizer. In juni van dat jaar vluchtten Lodewijk en zijn familie incognito, maar bij de plaats Varennes-en-Argonne werden ze op de 21e ontmaskerd, waarmee hij alle sympathie van het volk verspeelde.
Op 3 september 1791 werd de absolute monarchie vervangen door een constitutionele monarchie. Het Koninkrijk Frankrijk werd hernoemd naar het "Koninkrijk der Fransen". Deze periode duurde niet lang; op 21 september 1792 werd de monarchie geheel afgeschaft en vervangen door de Eerste Franse Republiek.
Op 10 augustus 1792 kreeg de koning huisarrest. In december van dat jaar moest hij zich voor de Nationale Conventie verantwoorden voor zijn daden. Op 16 en 17 januari 1793 stemde de Conventie vóór de doodstraf, die op de 21e voltrokken werd met de guillotine.

### Eerste en tweede restauratie Bourbon (1814-1815, 1815-1830)
Na de val van keizer Napoleon werd in 1814 het absolute ancien régime van de Bourbons hersteld (zie verder Restauratie (Frankrijk) en Julimonarchie). Bij de Februarirevolutie in 1848 werd het koninkrijk nogmaals omvergeworpen. Dit was het definitieve einde van de Franse monarchie.